# Björka lertag
Björka lertag är ett kommunalt naturreservat i Kumla kommun i Örebro län.
Området är naturskyddat sedan 1997 och är 18 hektar stort. Reservatet består av en gammal lertäkt som blivit en våtmark och fågellokal.